# Zaouia El Abidia
Zaouia El Abidia est une commune de la wilaya de Touggourt en Algérie.